# Caspar René Gregory
Caspar René Gregory (6 novembre 1846 - 9 avril 1917), est un papyrologue et théologien germano-américain.

## Biographie
Il étudie la théologie dans les séminaires presbytériens de l’université de Pennsylvanie (1865-67) et de Princeton (1867-1873). En 1873, recommandé par son professeur Ezra Abbot, il décide de poursuivre ses études à l'université de Leipzig sous la direction de Constantin von Tischendorf, dont les travaux portent sur la critique textuelle du Nouveau Testament. Il poursuit l’œuvre de Tischendorf, qui meurt en 1874.
En 1876, il obtient son doctorat à l'université de Leipzig avec une thèse sur l'Abbé Grégoire intitulée Grégoire : the priest and the revolutionist. L'historien Georg Voigt fait partie du jury qui l'examine. Il termine son travail post-doctoral à Leipzig en 1884, devient professeur agrégé en 1889 et professeur honoraire en 1891.
Il se spécialise dans la critique textuelle du Nouveau Testament, dont il classe les manuscrits suivant un système encore en usage aujourd'hui (Die griechischen Handschriften des Neuen Testaments, 1908) Il est aussi crédité comme le premier à remarquer la pratique médiévale (appelée loi ou règle de Gregory) d'assemblage des parchemins selon laquelle, dans un cahier de parchemin, les pages qui se font face présentent la même face du parchemin, c'est-à-dire le côté chair ou le côté poil, alternativement. On énonce usuellement cette règle sous la forme : « Chair sur chair, poil sur poil » Il s'intéresse aussi au canon biblique.
En août 1914, malgré son âge, il s'engage dans l'armée allemande, devient sous-lieutenant en 1916 et tombe en 1917 sur le front occidental. Sa mort donne lieu à une publication hagiographique de Karl Josef Friedrich, Professor Gregory : Amerikaner, Christ, Volksfreund, deutscher Held : mit Bildern und unter Benutzung der Feldtagebücher Gregorys (Gotha, 1917).

## Œuvres
- Prolegomena zu Tischendorfs Novum Testamentum Graece (editio VIII. critica major), 2 vol., 1884-94 (édition allemande révisée).
- (de) C. R. Gregory, Textkritik des Neuen Testamentes, Leipzig, J.C. Hinrichs’sche Buchhandlung, 1900-1909 (lire en ligne)
- (en) C. R. Gregory, Canon and Text of the New Testament, New York, Charles Scribner's Sons, 1907 (lire en ligne)
- Das Freer-Logion (Hinrichs: Leipzig 1908)
- Die griechischen Handschriften des Neuen Testaments, Leipzig 1908.
- Einleitung in das Neue Testament, 1909
- Vorschläge für eine kritische Ausgabe des griechischen Neuen Testaments, 1911.
- Die Koridethi-Evangelien, 1913.
- Zu Fuß in Bibellanden, publ. by Hermann Guthe, 1919.

Article
- The Essay 'Contra Novatianum'. The American Journal of Theology 3 (1899): 566–570.